# Laetitia Nyinawamwiza
 (avril 2023).
Laetitia Nyinawamwiza (née en 1972) est une universitaire et femme politique rwandaise. Elle a occupé plusieurs postes administratifs universitaires et, depuis en 2019, elle est membre du Sénat du Rwanda, représentant de la province du Nord.

## Biographie
Laetitia Nyinawamwiza est titulaire d'un doctorat en production animale ( aquaculture ). De 2009 à 2011, elle est chef du département de la production animale au sein de la faculté d'agriculture de l'université nationale du Rwanda et, en 2010, elle est devenue maître de conférences au collège d'agriculture. De 2011 à 2013, elle a été vice recteur chargé des affaires académiques et de la recherche à l'Institut supérieur de l'agriculture et de l'élevage, ISAE Busogo. De 2012 à 2013, elle était Ag Recteur de l'ISAE de Busogo. En octobre 2013, le président Kagame l'a nomme directrice du Collège d'agriculture, des sciences animales et de médecine vétérinaire. En 2018, elle a répondu aux plaintes des étudiants concernant le manque d'infrastructures au collège, reconnaissant le problème et affirmant que le collège avait fait appel au gouvernement pour une aide financière.
De 2012 à 2019, Nyinawamwiza a été membre du conseil d'administration du Conseil national de l'enseignement supérieur du Rwanda. De 2013 à 2015, Nyinawamwiza a été membre du comité d'audit du Conseil est-africain de l'enseignement supérieur. Elle a été vice présidente du conseil d'administration de l'Institut des sciences appliquées (INES-Ruhengeri) de 2012 à 2019, et vice-présidente du conseil d'administration de l'Agence nationale de recherche et de développement industriels (NIRDA) de 2016 à 2019.
En 2019, Nyinawamwiza était l'un des deux candidats élus sénateur de la province du Nord. En novembre 2019, s'exprimant dans le district de Musanze, elle a appelé les parents à veiller à ce que leurs enfants soient occupés de manière productive pendant les vacances scolaires.

## Distinctions
Nyinawamwiza a remporté le prix de la Femme politique la plus influente d'Afrique aux CEO Global Africa Awards 2017.